# Agribank
Vietnam Bank for Agriculture and Rural Development (Agribank, Ngân hàng Nông nghiệp và Phát triển Nông thôn Việt Nam) — вьетнамский государственный сельскохозяйственный банк, специализирующийся на кредитовании крестьян и фермерских хозяйств. Входит в тройку крупнейших банков страны (наряду с Bank for Investment and Development of Vietnam и Vietinbank), крупнейший банк Вьетнама по размеру активов. Штаб-квартира, операционный и карточный центры расположены в Ханое.

## История
Основан в 1988 году в результате реорганизации Государственного банка как Agricultural Development Bank of Vietnam, в 1990 году переименован в Vietnam Bank for Agriculture (VBA), в 1996 году — в Vietnam Bank for Agriculture and Rural Development.
Agribank обладает крупнейшей филиальной сетью во Вьетнаме, работая через 2,3 тыс. отделений и офисов.